# Verchnelandechovskij rajon
Il Verchnelandechovskij rajon (in russo Верхнеландеховский район?) è un rajon dell'Oblast' di Ivanovo, nella Russia europea; il capoluogo è Verchnij Landech. Istituito nel 1929, il rajon ricopre una superficie di 610 chilometri quadrati e nel 2010 ospitava una popolazione di circa 5.000 abitanti.